# Benjamin Ruggles

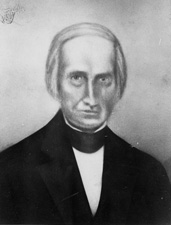
Benjamin Ruggles

Benjamin Ruggles, född 21 februari 1783 i Windham County, Connecticut, död 2 september 1857 i Belmont County, Ohio, var en amerikansk politiker. Han representerade Ohio i USA:s senat 1815-1833.
Ruggles studerade juridik och inledde 1807 sin karriär som advokat i Marietta, Ohio. Han fick 1810 en domarbefattning i Ohio.
Ruggles blev 1815 invald i senaten som demokrat-republikan. Han kandiderade inte till omval efter tre mandatperioder och efterträddes 1833 som senator av Thomas Morris. Han var elektor för whigpartiet i presidentvalet i USA 1836.